# Cencosud Perú
Cencosud Perú (Dependencia de Cencosud S.A.), también conocido como Grupo Wong, es uno de los grupos de retail más importantes del Perú, con presencia en las ciudades de Lima, Callao, Arequipa, Trujillo, Chiclayo, Lambayeque, Ica, Cajamarca, Piura, Barranca, Huancayo, Huánuco y Nuevo Chimbote.
Este conglomerado pertenece al grupo chileno Cencosud, una de las principales compañías en el mercado de retail latinoamericano con presencia en Argentina, Brasil, Chile, Colombia y Perú.
En Perú, Cencosud cuenta con más de 87 locales con formatos de hipermercados y supermercados de las tiendas Wong y Metro; además cuenta con la empresa operadora Cencosud Shopping Centers, que opera actualmente los centros comerciales Cenco La Molina, el Cenco Lima Sur, el Centro Cultural Plaza Camacho, el Strip-Center Balta Shopping y el centro comercial Cenco Arequipa Center en la ciudad de Arequipa.

## Historia
Igual que la mayoría de empresas en el rubro, Wong empezó con una pequeña bodega de esquina por el año de 1942. La bodega se ubicaba en un barrio residencial de la antigua Lima y era administrada por Erasmo Wong (padre). Sus hijos se propusieron hacer de esa pequeña bodega la mejor tienda de Lima y es por ello que en el año de 1983, Erasmo Wong (hijo) funda la primera tienda de la naciente empresa en el distrito de Miraflores.
Al principio, el supermercado se llamaba E.Wong y hacia 1990 ya contaba con 5 tiendas en Lima, incluyendo la bodega remodelada como supermercado. El 6 de noviembre de 1992 se inaugura el primer hipermercado Metro, en el Distrito de Chorrillos. En 1993, E.Wong compra a dos de sus competidoras: Galax y Todos, abriendo 5 nuevas tiendas en Lima, y en 1999 inaugura su tienda número 15 y lanza un nuevo formato de supermercados con la marca Metro, llegando así a más distritos de Lima. 
En marzo de 2005 se lanza un supermercado de descuento, Eco Almacenes, con locales pequeños ubicados en zonas de pocos recursos, logrando así el crecimiento del grupo más rápidamente, teniendo en total 8 tiendas. En julio de ese mismo año, E.Wong renueva su marca con un nuevo logotipo y pasa a llamarse simplemente Wong. 
Tras ver el gran crecimiento y la buena aceptación del público, en el 2007 se adquiere la totalidad de acciones de Merpisa, ampliando sus locales hacia Trujillo, siendo este el primer local en el interior del país. Ese mismo año el grupo chileno Cencosud adquirió la cadena de supermercados Wong. En 2008, el Grupo de Supermercados Wong adquirió la cadena Supermercados El Centro, sumando así 6 locales: 5 en Chiclayo y 1 en Cajamarca. Este último fue ubicado en el centro comercial El Quinde Shopping Plaza. Todos estos locales fueron convertidos en Supermercados Metro.
Siguiendo su plan de expansión, a mediados del año 2008 Cencosud inauguró un hipermercado Metro en el distrito de Ate Vitarte y otro en el distrito de Independencia, este último de 11,000 m² y se inicia la conversión de los locales de Eco Almacenes a supermercados Metro. 
En marzo de 2009, la nueva administración cierra los dos locales de American Outlet (Plaza Camacho y Centro Comercial San Isidro), tras no haber cumplido los objetivos del grupo. En julio del mismo año, Cencosud inaugura un nuevo formato de tienda Hiper Wong, en el Centro Comercial Plaza Norte, en el distrito de Independencia, uno de los locales más grandes de la compañía (13 000 m²), dando un nuevo rumbo a esta marca y además combinando calidad, precio y servicio.
El 25 se septiembre del mismo año, Cencosud convierte el hipermercado Metro de Ate Vitarte en su segundo local de Hiper Wong, el 12 de noviembre se inaugura otro supermercado Metro en el distrito de La Victoria y el 18 de diciembre se inaugura otro supermercado Metro en la residencial San Felipe, reforzando la presencia de Metro en el distrito de Jesús María.
El 9 de marzo de 2010, el grupo Wong vendió definitivamente las participaciones que aún conservaban dentro de Cencosud por un valor de 200 millones de dólares. El 13 de abril del mismo año se inaugura un moderno supermercado Metro en el distrito de San Miguel con un área de venta de 9.000 m², ubicado en la Av. Elmer Faucett. Siguiendo su plan de expansión, el 20 de mayo se inaugura otro supermercado Metro en el distrito de Ate Vitarte, en el ex-almacén de importados ENATA, ubicado en el km 3.5 de la Carretera Central. El 16 de junio se inaugura un nuevo supermercado Metro en el distrito de San Juan de Lurigancho, reforzando la presencia en ese distrito.
El 1 de julio del mismo año se inaugura el primer hipermercado Metro en la ciudad de Trujillo con un área de 9.000 m², ubicado en el Óvalo Papal, reforzando su liderazgo a nivel nacional. El 4 de octubre del mismo año, Cencosud inaugura la tienda número 61 de la corporación, un supermercado Metro ubicada en el Centro Comercial Arenales, en el distrito de Lince.
El 15 de noviembre de 2010, Wong abre su primera tienda en el sur del Perú, en la ciudad de Arequipa, ubicado en el centro comercial Parque Lambramani. El 15 de diciembre del mismo año, se inaugura una tienda Wong en el distrito de Santiago de Surco y al día siguiente se inauguran dos supermercados Metro en la ciudad de Chiclayo (Balta y Santa Elena), culminando sus inauguraciones del 2010.
El 15 de abril de 2011, se inaugura un supermercado Metro en el distrito de Miraflores, denominado llamado Metro Meckler, convirtiéndose en la empresa con más supermercados en dicho distrito. El 24 de junio del mismo año, se inaugura un moderno supermercado Metro en la ciudad de Ica, con una extensión de 1.490 m², ubicado en la avenida Cutervo, convirtiéndose en la segunda apertura de 2011.
El 14 de julio del mismo año, se inaugura el supermercado Metro Castilla ubicado en la Plaza Castilla, más conocido como Plaza Unión en la avenida Argentina, cerca del campo ferial Las Malvinas en el cercado de Lima. El 3 de agosto del mismo año, se inaugura un supermercado Metro en la ciudad de Barranca, con una extensión cercana a los 4000 m². En octubre de 2011 se inaugura un moderno supermercado Metro en el distrito de Chaclacayo, en la avenida Nicolás Ayllón (Carretera Central).
A finales del 2011, se inauguraron tres supermercados Metro en el distrito de Chorrillos: Metro Huaylas, Metro Alameda Sur y Metro Guardia Civil, estos locales se suman al ya existente en el centro comercial Plaza Lima Sur. En el mes de diciembre del mismo año se inauguró el supermercado Metro Plaza de la Luna (actual Plaza del Sol Piura Grau) en el centro comercial del mismo nombre, en la ciudad de Piura, en la costa norte del Perú. 
El 21 de mayo de 2012, se inaugura el segundo supermercado Metro en la ciudad de Cajamarca, con el nombre de Metro Amazonas, ubicado en la cuadra 9 de la avenida Angamos. En junio del mismo año, se inaugura un supermercado Wong en el distrito de Miraflores con el nombre de Wong Bajada Balta. Junto a este supermercado, la corporación Cencosud inaugura su primer strip - center en el Perú, lo cual es como un pequeño centro comercial que contiene además del supermercado Wong, una variedad de tiendas comerciales, locales de comidas, estacionamientos, entre otros servicios.
En agosto de ese mismo año se inaugura Metro en Nuevo Chimbote, ubicado en la Avenida Pacífico.
En octubre del mismo año, se inaugura un supermercado Wong en formato pequeño en el centro comercial Larcomar.
El 1 de diciembre del mismo año, se inaugura el supermercado Wong remodelado en el balneario de Asia, el cual funciona durante todos los meses de verano (dejó de funcionar luego de un incendio sufrido en enero de 2016 y poco después se abrió una tienda provisional). En el mismo mes, Cencosud apostaría por la región centro del Perú, inaugurando dos supermercados, el primero el día 04 en la ciudad de Huancayo, con el nombre de Metro Chilca y ubicado en la avenida Nueve de Diciembre (distrito de Chilca). Posteriormente, el día 18 se inaugura otro supermercado Metro en la ciudad de Huánuco, bajo el nombre de Metro Huánuco y ubicado en la avenida San Martín, convirtiéndose esta en la última inauguración del año.
En febrero de 2013, Hipermercados Wong e Hipermercados Metro cambiaron su razón social para fusionar todas sus operaciones bajo una sola empresa: Cencosud Retail Perú S.A.C.. Esta nueva razón social opera las firmas de los hipermercados y supermercados Wong y Metro, Tiendas París y el Banco Cencosud. El 25 de marzo del mismo año, se inauguró la primera tienda por departamentos París en Perú, ubicada en la ciudad de Arequipa en el centro comercial Arequipa Center, el cual también es propiedad de Cencosud.
El 30 de junio de 2020 Cencosud anunció el fin de operaciones de París en Perú, cerrando todas sus tiendas y trasladando los trabajadores a los supermercados Wong y Metro.
El 15 de junio de 2022, se inauguró el primer local de la cadena de tiendas de conveniencia Spid, en el distrito de Miraflores.

## Marcas

### Supermercados Wong

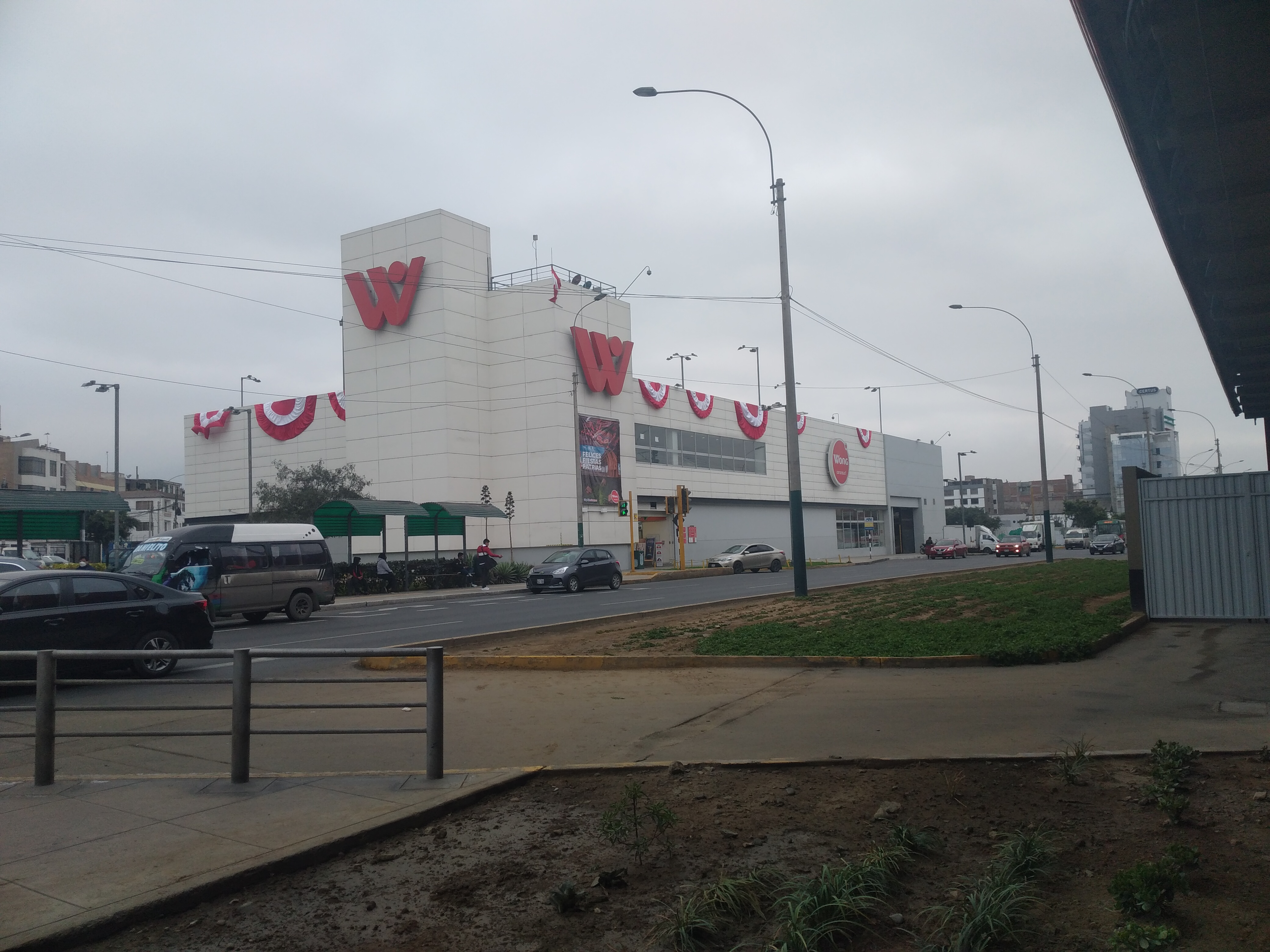
Supermercados Wong

Los supermercados Wong están ubicados en las zonas residenciales de Lima y Trujillo. En estos locales se encuentran áreas de farmacia, panadería, guardería, juguetería, peluquería para niños, venta de entradas para espectáculos (Teletícket), una amplia licorería con especialistas que asesoran, además se cuenta con un sistema de Delivery Wong Pedidos (solo en Lima) y el programa de fidelización Bonus. Suele haber piano en vivo con el fin de amenizar la compra. De esta marca existen 16 locales (14 en Lima y 2 en Trujillo).
Durante su período de existencia ha recibido varios premios:
- El Premio a la Creatividad en el Servicio al Cliente, el cual fue otorgado dos veces a Wong.
- Además, en 2004, 2005 y 2006, Wong se hizo acreedor a 5 premios Effie en reconocimiento a la eficiencia al marketing empresarial.[11]
- En octubre de 2006, Wong recibió el Grand Prix, el máximo premio otorgado en la ciudad de México por la Asociación de Marketing directo e indirecto de Latinoamérica.
- En octubre de 2007, en la ciudad de Chicago, Wong ganó el Echo Award de la DMA.

#### Hipermercados Wong

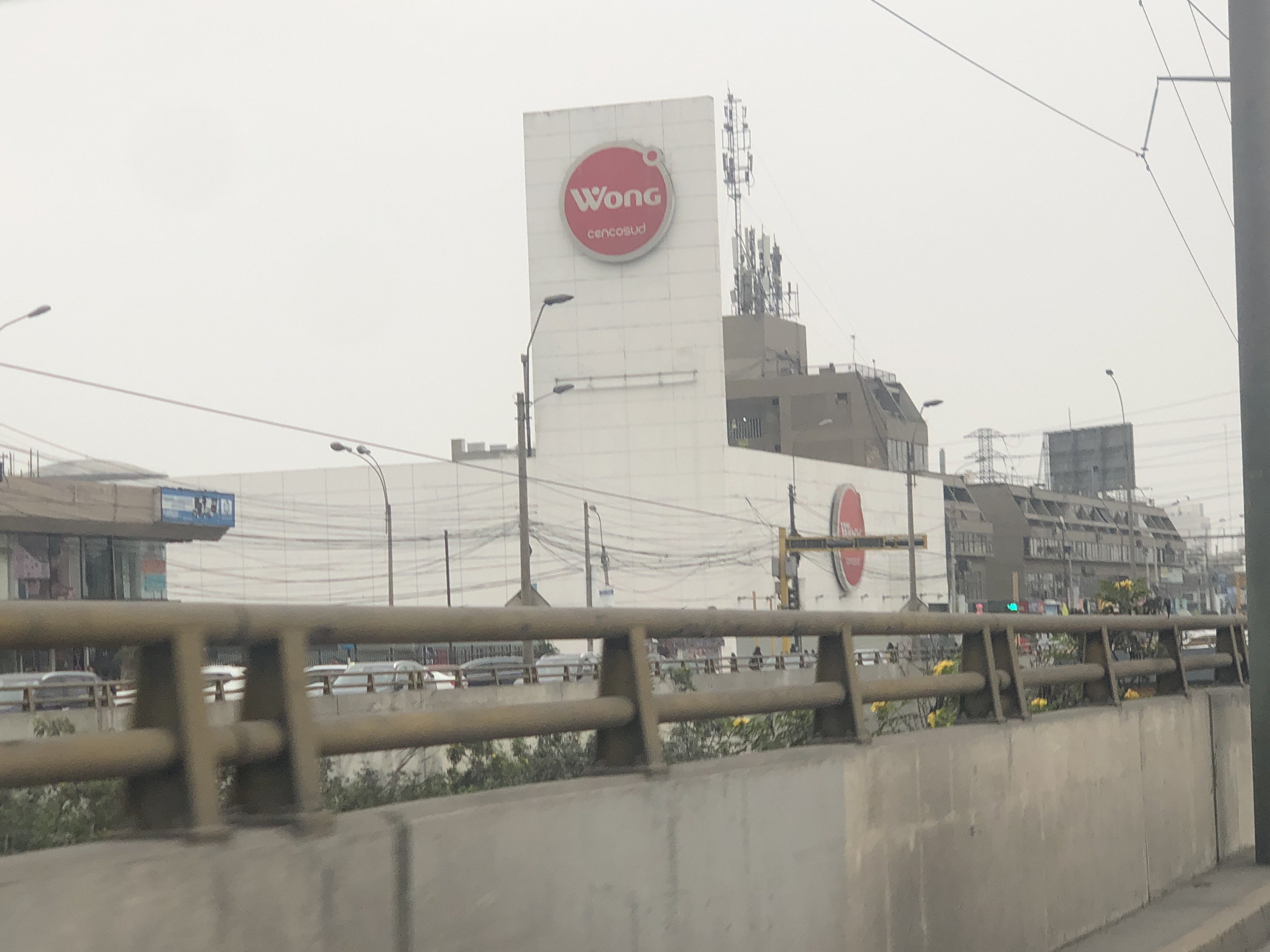
Supermercado Wong en Chacarilla

En julio de 2009, Cencosud da un nuevo rumbo a la marca Wong, creando el primer hipermercado de dicha marca. Este se encontraba en el distrito de Independencia (C.C. Plaza Norte), aunque en febrero de 2012 se reinauguró y fue reemplazado bajo la marca Metro. El segundo hipermercado (actualmente el único hipermercado Wong en Lima) está ubicado en la avenida La Molina, ubicado en el distrito de Ate Vitarte. El formato de los hipermercados Wong sobrepasan los 11,000 m² de área de ventas.

### Hipermercados Metro

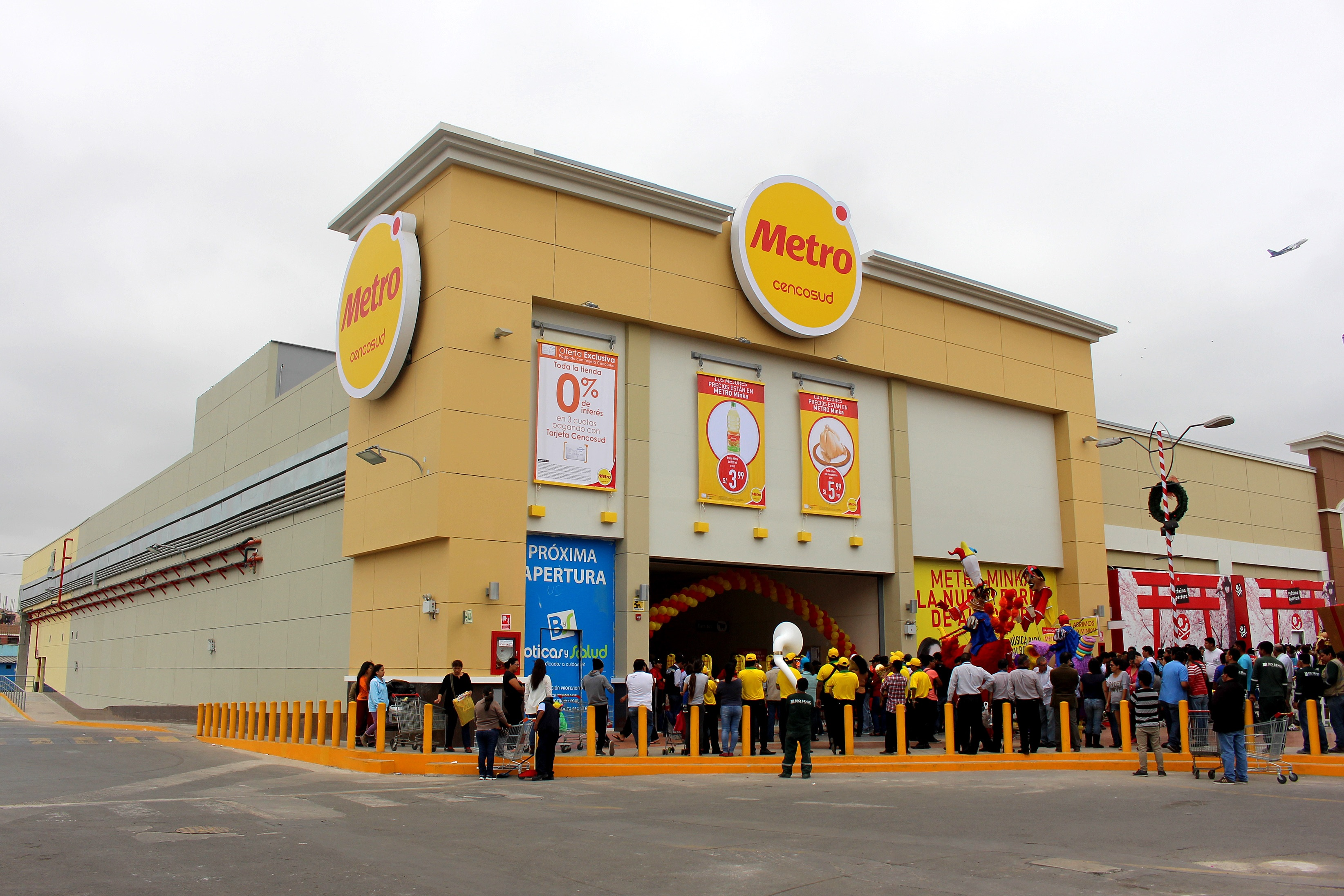
Supermercados Metro

El primer hipermercado Metro fue inaugurado el 6 de noviembre de 1992 en el distrito de Chorrillos, lo que ahora es el gran centro comercial Plaza Lima Sur. El segundo hipermercado Metro fue inaugurado en el distrito de Breña (Local donde en la década de los 80 existía el conocido Scala Gigante) en agosto de 1996, logrando así superar el éxito de la primera tienda. Actualmente, la marca Metro cuenta con 57 locales a nivel nacional (hipermercados y supermercados), convirtiéndola en la marca más importante de la Corporación Wong, ya que es la que le genera más ingresos al grupo. En febrero de 2012, el Hiper Wong de Plaza Norte se reinauguró bajo la marca Metro. En los establecimientos de Metro se puede encontrar una gran variedad de productos y servicios como farmacia, panadería, juguetería, patio de comidas, electrodomésticos, ropa, calzado, etc. En la actualidad existen 13 hipermercados Metro:
- Lima: 11 Hipermercados Metro

- Trujillo: 2 Hipermercados Metro

#### Supermercados Metro

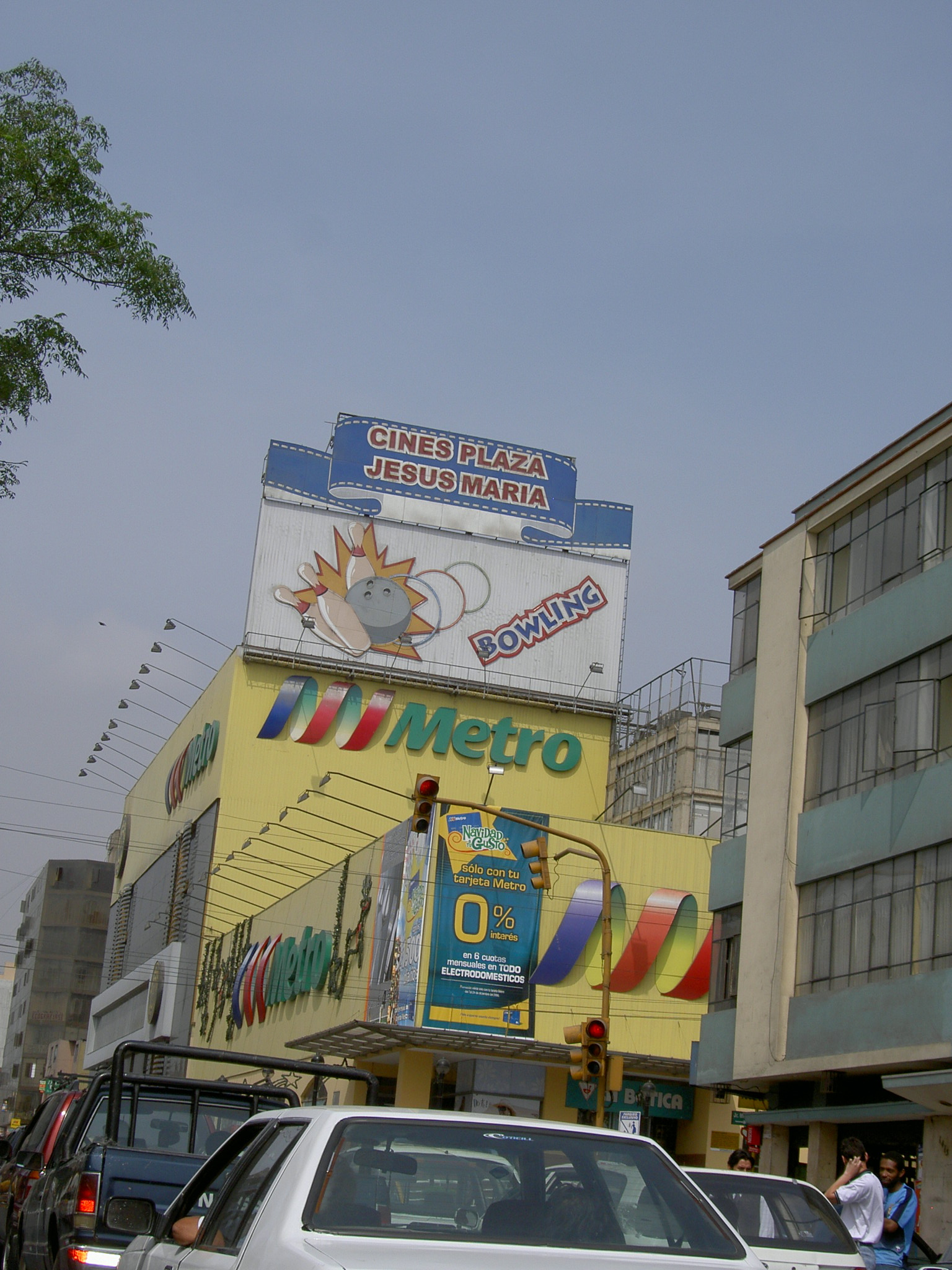
Supermercados Metro en Jesús María

Tras ver la gran acogida que tuvo Hipermercados Metro, se crea a finales de 1999 Supermercados Metro, con un local en el Distrito de La Molina. Estos locales se caracterizan por ser más pequeños en comparación a un hipermercado, llegando así a más distritos. En los primeros años de la década del 2000, se unificó la marca de Supermercados Metro (logotipo de color verde) con la marca de Hipermercados Metro (logotipo de color amarillo y negro), a finales de 2004 ambos formatos se unificaron en un solo logo con la marca Metro. A finales del 2008 se implementó una tienda con atención durante las 24 horas (Metro Schell en el distrito de Miraflores). En la actualidad existen 57 o 58 supermercados Metro: 
- Lima: 32 Supermercados Metro

- Arequipa: 5 Supermercados Metro

- Chiclayo: 6 Supermercados Metro

- Ica: 3 Supermercados Metro

- Trujillo: 2 Supermercados Metro

- Cajamarca: 2 Supermercados Metro

- Piura: 2 Supermercados Metro

- Lambayeque: 1 Supermercado Metro

- Nuevo Chimbote: 1 Supermercado Metro

- Barranca: 1 Supermercado Metro

- Huancayo: 1 Supermercado Metro

- Huánuco: 1 Supermercado Metro

- Tumbes: 1 Supermercado Metro.

### Caja Cencosud Scotia
Desde 2012 se iniciaron las operaciones de Caja Cencosud Scotia (en ese entonces Banco Cencosud) en el Perú, dedicado únicamente al crédito de las tiendas retail del grupo Cencosud. Inició operaciones a nivel nacional, instalando su primera agencia bancaria en la ciudad de Lima en el distrito de Miraflores, simultáneamente se instalaron los centros de atención de tarjetas de crédito del Banco Cencosud en los supermercados e hipermercados Metro de Lima y de provincias, y en el supermercado Wong (hoy Metro) del centro comercial Parque Lambramani en la ciudad de Arequipa.
Se prevé las aperturas de más agencias bancarias en diferentes zonas del Perú. Como producto principal, Banco Cencosud lanzó su plataforma de tarjetas de crédito, Tarjeta Cencosud clásica y también bajo el sistema de Visa y Mastercard. Adicionalmente, también cuenta con diferentes productos como préstamos personales y para empresas, los cuales solamente son ofrecidos en su agencia principal en la ciudad de Lima.
En mayo de 2018, Scotiabank compró el 51% de las acciones de Caja Cencosud Scotia por US$ 100 millones.

### Cencosud Shopping Centers
Cencosud Shopping Centers es la empresa administradora de los centros comerciales de Cencosud en Perú. Actualmente, esta empresa maneja los centros comerciales Cenco Lima Sur en el distrito de Chorrillos, Centro La Molina en el distrito de La Molina, Centro Cultural Plaza Camacho, el Strip - Center  en la avenida Candá en las instalaciones del hipermercado Metro y el Strip - Center Bajada Balta en el distrito de Miraflores (Lima), los antes mencionados en la ciudad de Lima y el centro comercial Arequipa Center en el distrito de Cerro Colorado en la ciudad de Arequipa. Asimismo, se contempla la construcción de otros complejos comerciales en la ciudad de Lima y en Provincias.

### Spid
Spid es una cadena de tiendas de conveniencia que opera en Chile, Brasil, Perú, Colombia y Argentina. El 15 de junio de 2022, se inauguró la primera tienda en la avenida Pardo en el distrito de Miraflores (Lima). Spid ofrece productos variados de abarrotes, golosinas, pasteles, sándwiches, comida instantánea, productos de limpieza y cuidado personal. Destaca también sobre su competencia (Tambo, Oxxo, Listo) el ofrecimiento de productos frescos, como frutas.

## Marcas extintas

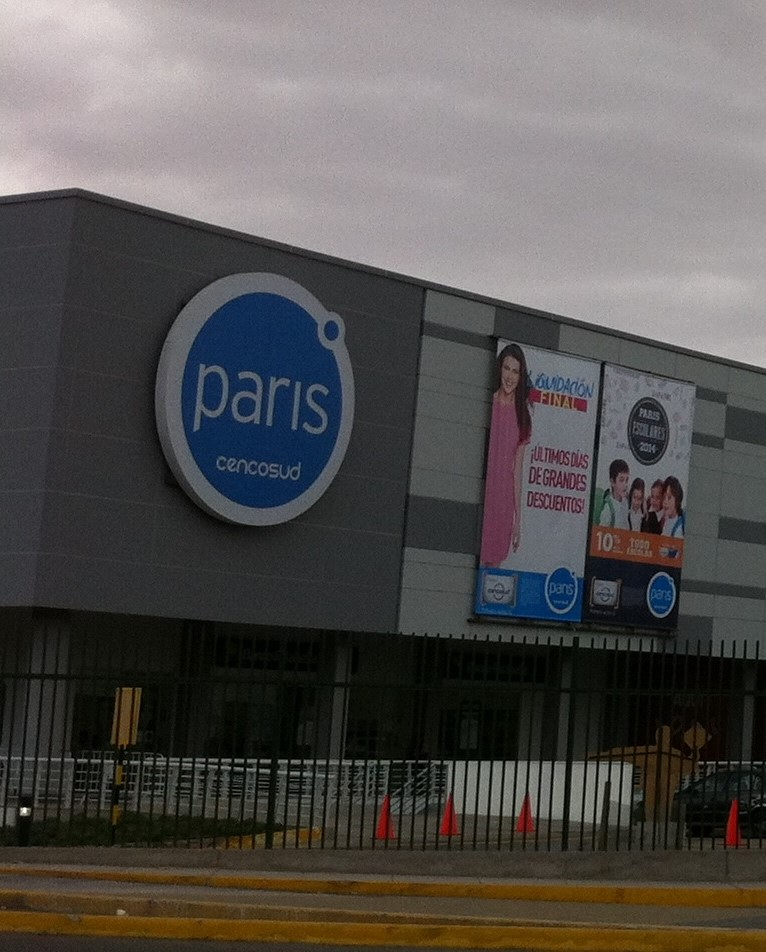
Tiendas París

### París - Tiendas por departamento
Desde 2013 hasta 2020, Cencosud en Perú cuenta con la cadena de tiendas París.
En el primer trimestre de 2013, Cencosud inició operaciones de esta cadena de tiendas por departamento en el Perú. El 26 de marzo de 2013, inauguró la primera tienda París en la ciudad de Arequipa en el centro comercial Arequipa Center, posteriormente durante el segundo trimestre del mismo año y simultáneamente se abrieron las tiendas París en la ciudad de Lima en el centro comercial Plaza Norte, en la ciudad de Cajamarca en el centro comercial El Quinde Shopping Plaza y en la ciudad de Ica en el centro comercial El Quinde Shopping Plaza, y en 2014 arriba a la ciudad de Trujillo en el centro comercial Mall Plaza.
El 29 de octubre de 2016 París abrió su décima tienda en el centro comercial Jockey Plaza, siendo la tienda con mayor extensión en el país (más de 10000 m²), y la más exclusiva, con la presencia de marcas como Topshop, All Saints, Osh Kosh B'Gosh, Apple, Pisidia, Vince Camuto, entre otras, además contando con un local de Starbucks Coffee y un córner de chocolates Lindt.
El 1 de julio de 2020 Cencosud anunció el fin de operaciones de París en Perú, cerrando todas sus tiendas y trasladando los trabajadores a los supermercados Wong y Metro.

## Tarjetas de crédito

### Antigua Tarjeta Metro
La cadena de supermercados e hipermercados Metro contaba con su tarjeta de crédito (inicialmente llamada MetroPlazos) operado por el Ex Banco del Trabajo (Actualmente financiera Crediscotia desde 2009). Actualmente esta tarjeta ya no se comercializa y ya salió de circulación.

### Tarjetas MAS Wong y MAS Metro
En 2010, con la inauguración del primer supermercado Wong (Hoy en día METRO) en la ciudad de Arequipa, en el centro comercial Parque Lambramani (actualmente Outlet Arauco Arequipa), Cencosud lanza oficialmente su nuevas tarjetas de crédito, bajo su sistema de Retail Financiero con el nombre de Tarjetas MAS, cuya marca ya es utilizada en los países donde Cencosud tiene presencia. Las nuevas tarjetas se lanzaron como Tarjeta MAS Wong y Tarjeta MAS Metro bajo el sistema de Visa Internacional.
Actualmente, las tarjetas MAS Wong y MAS Metro ya no se comercializan, ya que la tarjeta oficial de la cadena es la Tarjeta Cencosud. La Tarjeta MAS Wong solo se ofreció en la ciudad de Arequipa, esta tarjeta no se ofreció en ninguna otra ciudad por el motivo que al poco tiempo Cencosud iba a lanzar su nueva tarjeta de crédito.

### Nueva Tarjeta Cencosud
En 2012, el grupo Cencosud comenzó a operar su propia entidad bancaria en el Perú: Banco Cencosud (actualmente Caja Cencosud Scotiabank). Junto a esta entidad se lanzó la nueva tarjeta de crédito Tarjeta Cencosud. Esta tarjeta ya es comercializada en los países donde Cencosud tiene presencia, la cual ya está reemplazando y unificando todas las marcas de Tarjetas MAS en una sola. En Perú, esta tarjeta está reemplazando a sus antecesoras existentes: Tarjeta MAS Metro y Tarjeta MAS Wong. Asimismo, esta tarjeta será la única para el financiamiento de compras de toda la cadena Cencosud (Wong, Metro y París)

## Celebraciones
Cencosud realiza cuatro grandes actividades durante todo el año, durante los cuales las personas ajenas a la empresa pueden ver a los propios trabajadores de la misma haciendo representaciones musicales, teatrales, puestas en escenas, etc.
Las cuatro celebraciones son, en orden de importancia:
- Día del Trabajador, celebración en conmemoración del 1 de mayo, donde los mismos colaboradores hacen números artísticos y ponen en escena sus dotes para la actuación, este evento es admirado por muchos y es televisado.
- Gran Corso por Fiestas Patrias Wong, celebración de la Independencia del Perú (28 de julio) realizado con un corso por las calles de Miraflores.
- HalloWong, en conmemoración al Halloween, aunque mezclado con la celebración del Día de la Música Criolla, también festejada el 31 de octubre, este solamente se celebra en la cadena de supermercados Wong.
- Expovino, evento realizado en la Villa militar de Chorrillos, en el que todas las marcas de vinos del país dan a degustar y venden sus productos. En los últimos años se realiza dentro del mismo evento el Expopisco destinado a promover el consumo y comercialización de pisco en el país.

## Teleticket
Es una empresa que pertenece a Cencosud, dedicada a la distribución y venta de entradas para eventos de diferentes actividades, ya sea musicales, culturales, teatrales, espectáculos, etc.
Durante su período de existencia, ha atendido unos mil eventos aproximadamente, entre ellos: Feria Taurina del Señor de los Milagros, Temporadas de Ópera, Temporadas de Ballet, Eliminatorias de Campeonato Mundial de Fútbol, conciertos de Shakira, Luis Miguel, Carlos Vives, Juan Gabriel, Alejandra Guzmán, Lady Gaga, Jonas Brothers, Luis Fonsi, Luis Enrique, Demi Lovato, Selena Gomez & the Scene, entre otros.
Cuenta con 15 puntos de venta ubicados en las principales tiendas Wong y Metro, donde los clientes pueden adquirir las entradas de su preferencia a los principales espectáculos que se realizan en la ciudad de Lima y a nivel nacional, también se puede adquirir pasajes de transporte terrestre. Además, se pueden comprar los prospectos de exámenes de admisión de todas las universidades nacionales de Lima.
En noviembre de 2016 Cencosud vendió el 100% de las acciones de Teleticket a Puntoticket por U$ 5 millones.